# Pediatric Allergy and Immunology
Pediatric Allergy and Immunology, abgekürzt Pediatr. Allergy Immunol., ist eine wissenschaftliche Fachzeitschrift, die vom Wiley-Blackwell-Verlag veröffentlicht wird. Die Zeitschrift ist das offizielle Journal der European Society of Pediatric Allergy and Immunology und erscheint mit acht Ausgaben im Jahr. Es werden Arbeiten aus den Bereichen der pädiatrischen Allergie und Immunologie veröffentlicht.
Der Impact Factor lag im Jahr 2014 bei 3,397. Nach der Statistik des ISI Web of Knowledge wird das Journal mit diesem Impact Factor in der Kategorie Allergie an siebenter Stelle von 24 Zeitschriften, in der Kategorie Immunologie an 56. Stelle von 148 Zeitschriften und in der Kategorie Pädiatrie an neunter Stelle von 119 Zeitschriften geführt.